# Luogosano
Luogosano è un comune italiano di 1 062 abitanti della provincia di Avellino in Campania.

## Geografia fisica
Il paese si affaccia sul fiume Calore Irpino ed è situato su un fianco di una collina a circa 390 m s.l.m.

## Storia
Il paese è citato a partire dal V secolo. I Longobardi divenuti cristiani costruirono il monastero di Santa Maria di Locosano, di cui si hanno notizie dal 682 al 1012. È da ritenersi fondato da Teodorada, moglie del duca longobardo di Benevento Romualdo, dipendeva dall'abbazia di San Vincenzo al Volturno e le sue varie badesse ebbero molte concessioni di beni.  Una parrocchia in Locosano esisteva già ai tempi di Gisulfo, duca di Benevento dal 689 al 706, e il paese venne in seguito donato dal duca Liutprando al monastero di Santa Maria di Locosano.
Locosano era ancora un paese di contadini alle dipendenze del monastero di Santa Maria quando, nel 982, l'imperatore Ottone II ne fa menzione in un atto di donazione all'abbazia di San Vincenzo al Volturno con queste parole: Cellam quoque S. Mariae in partibus Beneventi dictus "Sanus-Locus".
Nel 1012 papa Sergio IV confermò la chiesa di Locosano fra i beni dell'abate vulturnense. In seguito non se ne parla più data la poca importanza del centro abitato.
Nel 1241 il paese di Locosano trovasi ancora così chiamato allorché dovette concorrere al mantenimento del castello di Acquaputrida. Da quanto risulta, prima feudataria del paese fu la badessa del monastero di Santa Maria di Locosano sino alla decadenza dell'ente religioso; successe nel feudo Roberto Fontanarosa, Gerardo e fratelli nel 1300. Dopo fu dei Capece Tomacelli e papa Bonifacio IX lo vendette a Giacomo Filangieri che lo passò al suo quartogenito Filippo il Prete, il quale ebbe dispute durante il suo possesso. Fu poi dote di Caterina Filangieri che portò il feudo allo sposo Gianni Caracciolo, principe di Avellino, a cui successe Troiano e poi Giacomo Caracciolo, che perse il feudo per ribellione.
Nel 1470 vi erano solo 180 abitanti e il borgo era feudo di Luigi Gesualdo. Seguì Fabrizio nel 1577, Luigi IV, Fabrizio II, poi Isabella Gesualdo che sposò Nicolò Ludovisio; a questi seguì la figlia Lavinia morta senza eredi e il feudo, ricaduto alla corte, fu ricomprato dal padre di Lavinia Nicolò, morto nel 1717.
 Gli eredi vendettero il feudo nel 1725 ad Anna Orimini per 26 454 ducati; la Orimini, a sua volta, lo rivendette per 60 000 ducati a Francesco Pedicini, patrizio beneventano che nel 1733 fu fatto marchese di Locosano e morì celibe nel 1778. Gli successe il fratello Domizio II, marchese di Luogosano, poi Giovanni Battista che ne fu il terzo e ultimo nel 1803.

## Società

### Evoluzione demografica
Abitanti censiti

### Lingue e dialetti
Accanto alla lingua italiana, a Luogosano è tuttora in uso il dialetto irpino.

### Tradizioni e folclore
Il 7 dicembre di ogni anno, in occasione della vigilia dei festeggiamenti dell'Immacolata Concezione, vengono accesi al suono delle campane della chiesa madre, una moltitudine di falò in diverse zone del paese per riscaldare e accompagnare i pellegrini accorsi nella notte di veglia e di preghiera.
 La festività, chiamata "Fuochi Allavorati" da circa 40 anni, ha origini pre-cristiane, quando venivano arsi insieme ai normali tronchi, rami e ceppi, fronde di alloro in omaggio agli dei pagani. Ogni anno, durante il periodo pasquale, in Luogosano viene rappresentata la Via Crucis vivente.

## Economia
Il comune è nel territorio di produzione delle etichette Irpinia DOC e Taurasi DOCG. Tra i prodotti tipici più rinomati si annoverano le olive, destinate all`estrazione di olio extravergine DOP "Irpinia - Colline dell'Ufita". Nel nucleo industriale che Luogosano condivide con San Mango, a ridosso del fiume Calore, operano la Zuegg dal 1985, con uno stabilimento di prima trasformazione della frutta, l'ArcelorMittal, per la lavorazione di acciaio, e Newsystem srl, che produce caldaie e termocamini.  

## Infrastrutture e trasporti

### Strade
Il comune è attraversato dalle strade provinciali 39 e 57.

### Ferrovie
Il comune era servito dalla ferrovia Avellino-Rocchetta Sant'Antonio tramite la fermata di Luogosano-San Mango Sul Calore. La tratta, chiusa nel 2010, è percorsa saltuariamente da treni storici o turistici, alcuni dei quali hanno servito la suddetta fermata.

### Mobilità urbana
I trasporti interurbani di Luogosano vengono svolti con autoservizi di linea gestiti da AIR Campania.

## Amministrazione

### Sindaci
| Periodo | Periodo   | Primo cittadino   | Partito                                | Carica  | Note |
| ------- | --------- | ----------------- | -------------------------------------- | ------- | ---- |
| 1993    | 1997      | Michele Di Napoli | DC                                     | Sindaco |      |
| 1997    | 2001      | Michele Di Napoli | PPI                                    | Sindaco |      |
| 2001    | 2011      | Giovanni Ferrante | centrosinistra                         | Sindaco |      |
| 2011    | 2016      | Michele Di Napoli | Unione di Centro                       | Sindaco |      |
| 2016    | 2020      | Vincenzo Buono    | lista civica                           | Sindaco |      |
| 2020    | in carica | Carmine Ferrante  | lista civica "Luogosano è Bene Comune" | Sindaco |      |

### Altre informazioni amministrative
Il comune fa parte dell'Unione dei comuni Terre di Mezzo.